# 웨스트린지

웨스트린지의 위치

웨스트린지(영어: West Lindsey)는 잉글랜드 링컨셔주에 위치한 비도시 자치구로 중심 도시는 게인즈버러이며 인구는 91,787명(2014년 기준), 면적은 1,156km2이다.